# 佐伯俊
佐伯俊（日语：／ Saeki Shun）是日本漫画家，已婚。代表作为食戟之靈（担当作畫）。原本是成人漫畫家，筆名為tosh、イモネイド寮長、桜瀬月朱。

## 簡歷
最初以tosh名義開始成人漫画活動。
2011年在《JUMP NEXT!》发表短篇《キミと私の恋愛相談》。2012年起开始在《周刊少年Jump》连载《食戟之灵》。

## 作品列表

### 漫画
- 食戟之靈（原作：附田祐斗，《週刊少年Jump》2012年52号－2019年29號，集英社、全36卷）台灣東立出版社代理
- 食戟之香吉士（原作：尾田栄一郎，故事：附田祐斗，《週刊少年Jump》2018年34号[2]、2021年5・6合併号[3]、2021年40号[4]、2022年5・6合併号、2022年34号、《最強Jump》2018年11月号[5]，集英社）台灣東立出版社、柒海图书代理
- （原作：西尾維新，構成：附田祐斗，《週刊少年Jump》2019年42号，集英社）
- （原作：附田祐斗，《週刊少年Jump》2020年25号，集英社）
- 天幕劇場（原作：附田祐斗，《週刊少年Jump》2023年19号－2023年41號，集英社、全3卷）臺灣東立出版社、柒海图书代理

### 成人漫画
- （tosh名義、短篇集、WANIMAGAZINE）
- （tosh名義、短篇集、WANIMAGAZINE、全1卷）

### 其他
- Active Raid－機動強襲室第八係－（角色原案）
- テイルズ オブ ルミナリア（人物設計）

## 师傅
- 三浦忠弘[6]

## 脚注
1. ↑  《食戟之灵》第4卷附言
2. ↑  . コミックナタリー (ナターシャ). 2018-07-23  [2021-09-06]. （原始内容存档于2021-12-22）.
3. ↑  . コミックナタリー (ナターシャ). 2021-01-04  [2021-09-06]. （原始内容存档于2021-01-04）.
4. ↑  . コミックナタリー (ナターシャ). 2021-09-06  [2021-09-06]. （原始内容存档于2021-12-22）.
5. ↑  . コミックナタリー (ナターシャ). 2018-10-05  [2021-09-06]. （原始内容存档于2021-12-03）.
6. ↑  《恋染紅葉》第4卷的卷末的Staff介绍